# 贵族 (电影)
《贵族》（英語：The Aristocrats）是一部2005年的美国纪录片喜剧电影，聚焦于同名的著名黄色笑话。这部电影由喜剧演员潘·吉列特、保罗·普罗文扎和彼得·亚当·戈尔登构思并制作，由埃默里·埃默里编辑，并由ThinkFilm公司负责发行。影片献给已故喜剧大师约翰尼·卡森，据说他尤其喜爱“贵族”这一笑话。

## 笑话
贵族笑话是一个在喜剧演员圈中流传已久的越轨笑话，其开场（setup）和笑点（punchline）通常固定或相似。笑话的核心在于中段部分——讲述者可根据个人喜好随意延长，且往往是完全即兴创作——这一部分决定了每个版本的成败。
笑话通常涉及一个人向一个才艺经纪人推销一个表演。通常第一句是：“一个人走进才艺经纪人的办公室。”然后这个人描述这个笑话。从这一点开始，直到（但不包括）笑点，讲述者需要即兴创作他们能想到的最令人震惊的笑话。这通常涉及乱伦、群交、图形暴力、排便、粪便恋、恋尸、兽交、强奸、儿童性虐待以及其他各种禁忌行为。
笑话在电影中首次呈现时，包含了设置台词“你们管这样的笑话叫什么？”然后是笑点“我管它叫‘贵族’。”在随后的讲述中，经纪人会问：“你们的笑话叫什么名字？”，这是传统的设置台词。
电影本身由对各种喜剧演员和演员的采访组成，通常在轻松自然的场合拍摄。受访者既讲述自己的笑话版本，也回忆他们与这个笑话的经历、笑话在喜剧史上的地位，甚至剖析笑话吸引力的逻辑。贵族笑话的一个关键方面是，它从未作为喜剧演员的单口喜剧常规表演的一部分告诉观众。相反，它是喜剧演员之间的内部笑话，他们用它来挑战彼此，看谁能讲述最有趣和最离谱的版本。

## 参与者
以下是电影中出现的名人，他们自己讲述笑话和/或对其历史进行实质性评论：
- 克里斯·阿尔布雷希特
- 杰森·亚历山大
- 汉克·阿扎里亚
- 谢莉·伯曼
- 比利·哑剧
- 刘易斯·布莱克
- 大卫·布伦纳
- 马里奥·坎通
- 德鲁·凯里
- 乔治·卡林
- 玛格丽特·赵
- 马克·科恩
- 胡萝卜头
- 比利·康诺利
- 蒂姆·康威
- 帕特·库珀
- 韦恩·科特
- 安迪·迪克
- 菲利斯·迪勒
- 苏西·埃斯曼
- 凯莉·费雪
- 乔·富兰克林
- 托德·格拉斯
- 朱迪·戈尔德
- 乌比·戈德堡
- 埃迪·戈罗德茨基
- 吉尔伯特·戈特弗里德
- 达纳·古尔德
- 艾伦·哈维
- 埃里克·艾德尔
- 多姆·伊雷拉
- 埃迪·伊扎德
- 理查德·杰尼
- 杰克·约翰森
- 神奇约翰逊
- 艾伦·基尔申鲍姆
- 杰·科根
- 保罗·克拉斯纳
- 凯西·拉德曼
- 丽莎·兰帕内利
- 理查德·刘易斯
- 温迪·利布曼
- 比尔·马赫
- 豪伊·曼德尔
- 梅丽尔·马科
- 杰·马歇尔
- 杰基·马特林
- 查克·麦坎
- 迈克尔·麦基恩
- 拉里·米勒
- 马丁·穆尔
- 凯文·尼隆
- 泰勒·内格龙
- 洋葱 编辑部
- 奥托和乔治
- 里克·奥弗顿
- 加里·欧文斯
- 过境区
- 潘与特勒
- 埃莫·菲利普斯
- 凯文·波拉克
- 保罗·赖泽
- 安迪·里希特
- 唐·里克斯
- 克里斯·洛克
- 格雷格·罗杰尔
- 杰弗里·罗斯
- 丽塔·鲁德纳
- 鲍勃·萨盖特
- T·肖恩·香农
- 哈里·希勒
- 莎拉·西尔弗曼
- 鲍比·斯莱顿
- 斯莫瑟斯兄弟
- 凯莉·斯诺
- 道格·斯坦霍普
- 大卫·斯坦伯格
- 乔恩·斯图尔特
- 拉里·斯托奇
- 里普·泰勒
- 戴夫·托马斯
- 约翰尼·汤普森
- 布鲁斯·维兰奇
- 弗雷德·威拉德
- 罗宾·威廉姆斯
- 史蒂文·赖特

许多其他喜剧演员被拍摄但由于时间限制未被收录。根据潘·吉列特致影评人罗杰·艾伯特的一封信，巴迪·哈克特和罗德尼·丹杰菲尔德本应被收录，但他们在拍摄前去世。吉列特还表示，由于这是约翰尼·卡森最喜欢的笑话，卡森也被邀请出演，但他拒绝了。
特雷·帕克和马特·斯通为电影制作了一段动画，埃里克·卡特曼讲述了笑话的一个版本。

## 争议

### 乔·富兰克林
在电影中，莎拉·西尔弗曼讲述了一个笑话版本，仿佛是自传性的，她小时候是贵族笑话表演者之一。西尔弗曼在故事中提到她的家人被安排在资深脱口秀主持人乔·富兰克林的节目中，并以她的笑点结束：直截了当地指控富兰克林在节目的彩排中强奸了她。《纽约客》报道，西尔弗曼的笑话讲述导致富兰克林（他也出现在电影中）考虑对这位喜剧演员提起诽谤诉讼。
在2011年4月20日的WFMU节目《七秒延迟》中，富兰克林开玩笑说他最近如此成功是因为他起诉了西尔弗曼。

### AMC禁映
影院连锁品牌AMC拒绝在其拥有的3,500多个家电影院中的任何一家电影院放映《贵族》。尽管AMC声称这一决定是由于影片吸引力有限，联合制片人潘·吉列特对MSNBC评论道：“这让人想说‘拜托，公平点。’我们又不是想通过把它叫做《万能金龟车2：赫比的屁股》来蒙混过关。”

### 911事件
影片包括了戈特弗里德在喜剧中心/纽约修道士俱乐部对休·赫夫纳的吐槽中讲述笑话的片段，该片段在电视播出时几乎被完全审查。录制于9·11袭击后不久，当时正如《贵族》电影中的一位评论员所说，娱乐人士不确定在袭击后允许多少喜剧。戈特弗里德在罗布·施奈德之后表演，施奈德的单口喜剧表演在赫夫纳的荣誉上收效甚微。戈特弗里德以一个笑话开始他的表演，声称他必须赶晚班飞机离开城市，但担心因为他的航班“在帝国大厦有转机”。这个笑话是对9·11的提及，观众反应不佳，戈特弗里德被嘘声和“太早了”的喊声淹没。作为回应，戈特弗里德讲述了一个充满淫秽的贵族笑话版本。根据电影，这个讲述对观众来说既是一种宣泄体验，也是一种令人震惊的体验，无论观众是否熟悉这个笑话。在表演中，戈特弗里德告诉观众“他们可能不得不为电视清理这个。”

## 反响
《贵族》获得了影评人普遍好评。评论聚合网站烂番茄报告称，基于150条评论，影片的总体支持率为79%，平均评分为7.1/10。网站的普遍共识是，影片“既有趣又揭示了喜剧的运作方式。‘一个笑话能经得起重复讲述吗？《贵族》证明了这是可能的。’”在Metacritic上，基于39条评论，影片的加权平均得分为72/100。
《综艺》的托德·麦卡锡给予了正面评价，称其为“一部喧闹的内部纪录片，邀请观众分享喜剧演员世代相传的秘密”。《纽约》杂志的肯·塔克称其为“一部光荣肮脏、破旧、亲切的纪录片”。

### 奖项
| 年份 | 奖项             | 组织           | 类别          | 结果 |
| ---- | ---------------- | -------------- | ------------- | ---- |
| 2005 | 美国喜剧艺术节奖 | 美国喜剧艺术节 | 最佳纪录片    | 获奖 |
| 2005 | 评审团大奖       | 圣丹斯电影节   | 纪录片        | 提名 |
| 2006 | 金拖车奖         | 金拖车奖       | 最佳纪录片    | 提名 |
| 2006 | OFCS奖           | 在线影评人协会 | 最佳纪录片    | 提名 |
| 2006 | 卫星奖           | 国际新闻学会   | 最佳纪录片DVD | 提名 |